# Felipe Orlando
Juan de Dios Felipe Orlando García Murciano (Cuba, 21 de enero de 1911-Benalmádena, Málaga, 10 de abril de 2001) fue un artista hispano-cubano que residió en España y que se dedicó a la escritura mientras vivía de la pintura. Fue antropólogo de formación y musicólogo por afición.

## Biografía
Felipe Orlando nació el 21 de enero de 1911. Siempre se consideró entre cubano y mexicano con residencia en Benalmádena. "Ciudadano del mundo" se tituló la última exposición de pintura que tuvo lugar en 2011 en el Museo Nacional de Bellas Artes de La Habana.
Sus padres fueron María Teresa Murciano Barnet y Felipe Julián García Lima, que se casaron 10 de febrero de 1910, en Rancho Veloz, provincia de Las Villas. El padre de Felipe Orlando ejerció un alto cargo como administrador de Correos y Telégrafos durante el gobierno de Tomás Estrada Palma, primer presidente de Cuba. La madre también trabajó para el servicio de correos y telégrafos de Cuba y, además fue lectora de cartas del tarot.
En las novelas de Felipe Orlando aparece el personaje de la quiromántica que en sus cuadros se relaciona con el situarse más allá del tiempo. Felipe Orlando trató este tema con respeto y con humor. 
Después de recorrer diversos pueblos de Cuba siguiendo los traslados por motivos laborales de su madre, a los 19 años, Felipe Orlando empieza su andadura individual, pues en 1930 ingresa en el taller de pintura de Jorge Arche y Víctor Manuel García, representantes de la pintura academicista, antípodas de la creación de Felipe Orlando.
Felipe Orlando afirmó que a su maestro de pintura no le gustaba cómo dibujaba, lo cual le sirvió de referencia para poder dedicarse a la pintura. Quizás por este motivo se inició en las artes plásticas como cartelista.
En 1931 Felipe Orlando es codirector de la revista Hélice, editada en La Habana y clausurada por la policía machadista. Durante esta época también trabaja para “Defensa Obrera”, organización destinada a la ayuda de presos políticos para la que también colaboró su madre.
En 1933 cae la dictadura del general Gerardo Machado. Por breve tiempo es nombrado oficial de Estado Mayor de la Marina de Guerra. En este año ingresa en la Facultad de Derecho de la Universidad de La Habana.
En una entrevista de 1971, Felipe Orlando, declaró al respecto:

“Participé activamente en la lucha revolucionaria contra el general Machado. Cuando éste cayó, un antiguo amigo que había estado escondido conmigo durante la lucha, personaje histórico de mucha relevancia, que aún hoy día se venera en Cuba como gran revolucionario, fue nombrado ministro de la Gobernación, de Guerra y Marina. El (sic) me llamó y me dijo que necesitaba gente de confianza para los puestos armados, y que necesitaba que yo fuera a la policía. Entonces yo me puse de Pie y le dije: «Hazme el favor, Antonio, mírame, a ver si yo tengo tipo de policía».

—No, —me dijo—, evidentemente, tú no tienes tipo de policía, pero sí de marino.

—En esto te equivocaste también, porque yo no sé nadar.

De todos modos me metí en la marina como capitán de Estado Mayor. Y sufrí una serie de ataques y problemas. Ataques, inclusive físicos, llegaron a dispararme tres y cuatro veces.
Por último recuerdo que cuando cayó el gobierno revolucionario, yo no me enteré porque eso fue de noche. Guiteras, el revolucionario, huyó y el resto también. Y en la mañana, al llegar al castillo de la Punta, que era la sede del Estado Mayor, el oficial de guardia me detuvo, me llevó ante el jefe, coronel González, y este me dijo:

—¿Sabe usted lo que ha ocurrido anoche?

—No sé absolutamente nada —contesté.

—Ha caído el gobierno revolucionario y Batista ha tomado el poder. Por lo mismo está usted detenido, y yo le pongo en la alternativa siguiente, o renunciar o el calabozo.
Entonces yo le dije: De ninguna manera; ¿tiene usted una máquina a mano? E inmediatamente le hice la renuncia. Salí de allí y media hora más tarde, estaba en el barco pesquero de un amigo, camino de Méjico.

Algún tiempo después, volví a Cuba. Fui a la antigua casa donde vivía. El portero había muerto, pero estaba su viuda, que me quería mucho y me dijo: «Hombre, poco después de usted salir, llegó un sobre y mi marido lo guardó, ahora lo guardo yo, aquí lo tiene».
Era la hoja de separación de mi cargo de capitán del Estado Mayor, que decía: «Se le destituye y degrada por desobediencia a sus superiores jerárquicos, y por pasear desnudo y con la gorra de reglamento puesta, por las dependencias del Estado Mayor»”.

Tres meses después renuncia al cargo de oficial de Estado Mayor de la Marina de Guerra. En este mismo año de 1933 comienza sus estudios de Antropología y pinta en su taller de la calle Tacón en La Habana.
En 1934 entra a trabajar en la Oficina central metropolitana de Telégrafos de La Habana. Esta era la oficina en la que estaba la madre, que con plaza en Amarillas, había pedido traslado a La Habana. Felipe Orlando también ejerce otras profesiones ocasionales, como la de vendedor de libros en la zona occidental de Cuba.
En 1936 obtiene el título de doctor en Filosofía y Letras por la Universidad Latino Americana, con 25 años. Dos años después termina sus estudios de Antropología.
En 1937 contrae matrimonio con la también pintora Concha Barreto Sardiñas. Un año después nace su único hijo David García Barrreto. Respecto a sus estudios universitarios Felipe Orlando afirmaba:

“Mis estudios de Derecho los realicé «por la libre» en un pequeño y triste piso que albergaba la Universidad Latino Americana; en los espacios de tiempo que me permitía mi trabajo de telegrafista. Mi primera actuación como abogado fue precisamente la última: el ujier del tribunal me entregó un grueso legajo de papeles advirtiéndome que tenía 15 minutos para estudiarlo. Al hacerle saber que ese tiempo no bastaba para su lectura y apreciación del delito cometido, me contestó: «No se preocupe. De cualquier modo van a condenar a su defendido».”

Abrió un nuevo taller en la calle San Juan de Dios, Habana Vieja y terminó sus estudios de Antropología, tal y como señala la anterior certificación. Se informa en ella que el Libro de Registro de Examinados de la Universidad latinoamericana, en su folio 735, y con expediente número 72351 atestigua que Felipe Orlando es Licenciado en Antropología, lo que se certifica el 23 de septiembre de 1938.
En 1939 es nombrado profesor del Colegio Ariel en La Habana. Allí estudió Paloma Altolaguirre, hija del poeta malagueño. Y en 1940, profesor del Lyceum de La Habana.
En estas fechas había elaborado bastante obra plástica que se negó repetidamente a mostrar hasta tanto no estar convencido de que respondía a un concepto de madurez procesal.
Entre 1940 y 1945 es colaborador de la Revista de la Federación de Doctores en Ciencias y en Filosofía y Letras de Cuba. Y ejerce como profesor invitado a los Cursos Libres del MOMA de Nueva York.
Realiza exposiciones en  México, Argentina. A finales de 1946 se traslada a Nueva York. Abre un taller en la calle 68 West, con el grabador Leonel López Nussa. Existe la documentación que acredita su marcha a Estados Unidos de Norteamérica. La “Visa” o el visado tiene fecha de 31 de octubre de 1947; entonces pasó la frontera oficialmente aunque no se debe descartar que anteriormente lo hubiera hecho por otros cauces paralelos a la ley.
En 1948 se halla una situación relevante en la vida de Felipe Orlando que interesa para su obra artística. Se trata del encuentro con Joan Miró en el taller del grabador André Racz, en Nueva York.
Felipe Orlando es contratado por la UNAM (Universidad Nacional Autónoma de México) el 10 de febrero de 1950, en sustitución de Juan Cisneros Carmona, y adscrito al departamento de Artes Plásticas . Más adelante (1958) dictará cursos para Radio Universidad de México sobre antropología, música (popular antillana y clásica hispanoamericana), religión yoruba-abakuá, y pintura.
En 1963 Max Aub, como director de los Servicios Coordinados de Radio, Televisión y Grabaciones, certifica a todos los efectos que Felipe Orlando es colaborador de la UNAM .
En 1951 cierra su taller en Nueva York y fija su residencia en la calle Galileo de México DF., donde abre un nuevo taller. Es nombrado profesor de la Universidad de las Américas. Sobre el traslado a México, Felipe Orlando afirmó:

“… había llegado el momento de dejar Nueva York y volver a México. Lo consulté con mi mujer y mi hijo y convenimos en ello. Busqué en los lotes de coches usados hasta encontrar el adecuado; pero mi familia mostró una tenaz negativa aunque a mí me parecía hermosísimo. Era largo y bajo. Estaba pintado de negro brillante y forrado con terciopelo rojo. En la parte frontal, a ambos extremos, dos angelitos castamente vestidos abrían sus alas. Viajamos, pues, en ferrocarril y el viaje fue largo y espantoso.”

En 1952 emprendió un viaje de más de un año por Europa, donde recorrió países como Inglaterra, Francia, Italia, Bélgica, Holanda y España (Fuenterrabía, Madrid, El Escorial, Toledo). De esa fecha es su correspondencia con Pau Casals, o su relación con Alfonso Reyes Ochoa.
Lugares que recorre: 
En 1958 comienza a dictar sus cursos por la Radio de la Universidad Nacional Autónoma de México. Los cursos se sucedieron durante cerca de diez años. Además de los que comprendían el desarrollo de la infiltración cultural de África en América —música, religiones, ritos, ceremonias, etcétera—, hubo otros sobre magia y medicina, pintores del mundo e instrumentos musicales sin arco. También produjo otros para la Bayerischer Rundfunk de Múnich sobre los tres tambores Añá; y para el Departamento de Bellas Artes de Guadalajara; este último relacionado con la música de compositores americanos.
En los años 60 Orlando visita Málaga, e ilustra los números 96 y 97 de la revista Caracola, dedicados a la memoria de Miguel Hernández.
Durante 1964-65 vive en Mojácar, Almería. Visita entonces numerosas cavernas haciendo estudios sobre las pinturas rupestres. También resulta curioso y algo extravagante el modo en que llegó a Mojácar. En una carta dirigida a Bernabé Fernández-Canivell (su padre, Bernabé Fernández Sánchez, inventó el ceregumil. Pero Bernabé Fernández-Canivell fue heredero de la tradición impresora de Emilio Prados y Manuel Altolaguirre) Felipe Orlando le solicita a Bernabé Fernández Canivell que le ayude para construir una casa en un terreno que ha comprado en Mojácar (Almería) y que no ha visitado nunca. Cuando llegue a Almería Felipe será la primera vez que vea dicho lugar y su casa ya construida.
En 1966 es nombrado vicecónsul de Venezuela en Sevilla. No en vano, Felipe poseía su titulación de Diplomático desde 1957. En este año realiza estudios sobre antropología y transculturación africana en América en la zona de Barlovento, Venezuela.
En el año de 1968 se traslada a Málaga capital, en concreto al paseo de Sancha, donde recibe la visita de Gabriel García Márquez. Se conservan unas cartas del Premio Nobel dirigidas a Felipe Orlando en un tono coloquial e informal, lo que demuestra la relación de amistad entre ambos. Poco después se establece en Benalmádena.

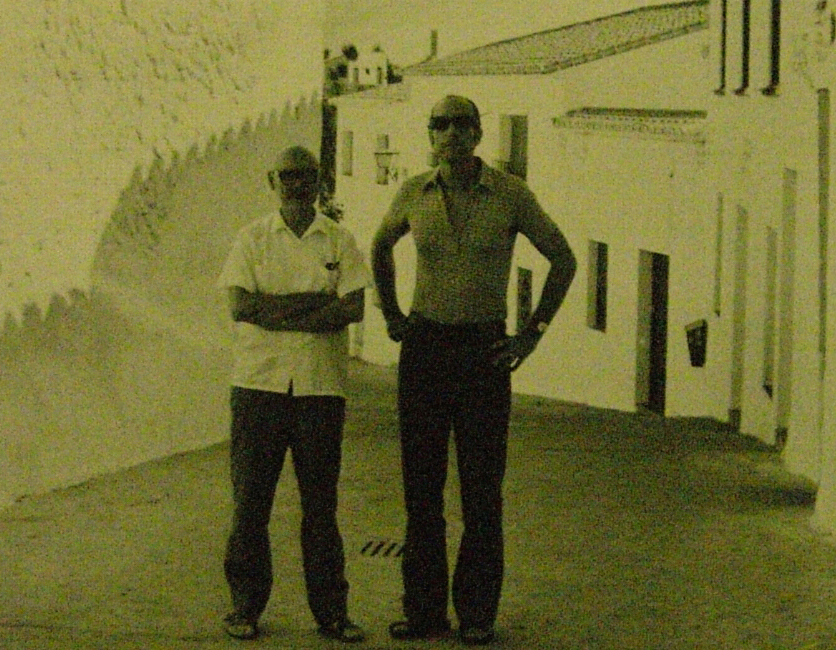
Felipe Orlando y Néstor Almendros. 1968, Calle Marbella de Benalmádena

Su llegada a Benalmádena está estrechamente ligada a la creación del Museo de Arte Precolombino Felipe Orlando. En las Escrituras de Donación y Constitución de Depósito entre Juan de Dios Felipe Orlando García Murciano y el Ayuntamiento de Benalmádena interviene Bernabé Fernández-Canivell y Sánchez en calidad de depositario de las piezas de la donación. La fecha de escritura es del 20 de diciembre de 1968. El notario, Francisco Uribarren Eguiluz, notario del Ilustre Colegio de Granada, con residencia en Fuengirola. Felipe Orlando mantuvo la colección y la amplió con otras donaciones.
En julio de 1970, el embajador de Venezuela en España, Carlos Capriles Ayala, comunica el cese a don Felipe Orlando como vice-cónsul ad honorem de Venezuela, para lo que le solicita que entregue su pasaporte especial número 449 al cónsul ad honorem don Ignacio de Bolívar Usobiaga. 
El Noticiero, con fecha de lunes, 10 de febrero de 1971 da a conocer una curiosa anécdota acaecido con los cuadros de Felipe Orlando, quien sufrió un robo de sus pinturas, recuperadas posteriormente. Se trata de la exposición en la Casa de la Cultura, Toluca, México. III Salón Independiente, UNAM, México, DF (colectiva).
Durante su estancia en Málaga, hasta su muerte, sus idas a América serán habituales todos los años, mientras se lo permitió su salud, pero siempre que pudo permanecía en América varios meses, especialmente en México. Prueba de ello es que en 1972 imparte un curso sobre ecología en Guadalajara, México. También dictó conferencias en la UMA sobre las culturas americanas (incas y mayas).
En 1973 obtiene el Premio Nacional de Literatura “Netzahualcóyotl”, México, con su novela Leonorilda, eleva el pensamiento a las alturas. (Este premio, en su versión internacional, también fue concedido el mismo año a Juan Marsé por Si te dicen que caí).
En 1974 dicta una conferencia sobre las culturas americanas en la Universidad de Málaga. Como otras que dictó, la conferencia insistió en plantear los desconocidos valores culturales de América desde los incas y los mayas hasta nuestros días.
En 1975 viaja por Colombia, Ecuador y Venezuela. Aparece El dulce nombre de la tarde, cuentos, ediciones del Departamento de Bellas Artes del Estado de Jalisco.
En 1978 es nombrado miembro de la Real Academia de Bellas Artes de San Fernando.
En 1979 mantiene correspondencia con Ernesto Cardenal y solicita a diversos pintores su colaboración para crear un Museo Internacional de la Pintura de Nicaragua.
En los años 80 el Museo de Arte Precolombino Felip Orlando recibe la visita de Enrique Tierno Galván.
En 1980 aparece el libro Felipe Orlando, con reproducciones de sus pinturas y prólogo de José Emilio Pacheco Berny, editado por la UNAM. Exposiciones y viajes a América se suceden en estos años que trabaja en su pintura, literatura y en el Museo Arqueológico.
En 1986 fallece su primera esposa la pintora Concha Barreto.
En 1991 recibe la medalla del Ateneo de Málaga.
El 26 de febrero de 1995 es nombrado Hijo Predilecto del municipio de Tenosique. Y en 1997 se le concede el “Premio Langosta 1997”, otorgado por la Cámara Oficial de Comercio, Industria y Navegación de Málaga.
Marina Lara señala que fue tratado en la Clínica Santa Elena, donde dejó a amigos, como Elena Laverón y su marido. Sus amigos y más allegados estuvieron en todo momento junto a él, que falleció a los noventa años, en la madrugada del 10 al 11 de abril de 2001 en su casa de Benalmádena, sita en calle Felipe Orlando. 
Felipe Orlando vivió durante más de 40 años en Málaga (la mayoría de ellos en Benalmádena), sin perder nunca sus raíces antillanas y caribeñas e involucrado en la cultura malagueña a través del museo de Arte Precolombino que fundó. Decía: «El artista está comprometido con dos cosas que se corresponden: la época y la condición humana.»

## Arte: literatura y pintura

### Introducción
Felipe Orlando es un artista que se movió entre la pintura y la literatura. De una profunda y variada formación: doctor en Filología y Antropología, licenciado en Derecho y maestro sin titulación en música y santería. Su obra está inmersa dentro del movimiento de vanguardia que impregnó el modo artístico occidental desde la primera mitad del siglo XX y posteriormente. Siempre huyendo del academicismo.

### Características de sus textos
La presencia en la obra de Felipe Orlando de aspectos como la religión y la música obedecen a su interés por la antropología. Siempre reconoció como maestro a Fernando Ortiz en este campo. Felipe Orlando demuestra en su obra que es un profundo conocedor de la santería afro-cubana. En su biografía se destaca que dedicó parte de su vida al estudio in situ de tribus amazónicas y utiliza estos conocimientos en su literatura para dibujar personajes apegados a lo popular. La antropología es el lugar, junto con la familia, donde se puede hallar la semilla, el origen de todo. La música se asocia a la antropología porque Felipe Orlando se interesó especialmente por estudiar y analizar los instrumentos que los negros, procedentes de África y que llegaron a Cuba como esclavos, usaban en sus rituales de santería. A partir de aquí su obra literaria ejemplifica el gusto de Felipe Orlando por otras músicas, como la clásica europea e hispanoamericana. Felipe Orlando fue un admirador de Vivaldi. La música va desde el clasicismo europeo a las formas populares del danzón cubano-mexicano, pasando por el clasicismo hispanoamericano, y por la música relacionada con la santería afrocubana. Los escritos de Felipe Orlando están plenos de imágenes musicales, de metáforas, de ruidos, como el “…concedían abrazos timbaleando las espaldas” de “Para hacer venir las hormigas”.
También hay una gran cantidad de colorido en los textos de Felipe Orlando. El juego con los colores y las imágenes plásticas son profusas y hacen que a veces “veamos” situaciones por cómo están contadas. Son la música y la pintura dos grandes pasiones de Felipe Orlando que utiliza en sus novelas. La música tiene una dualidad que va de lo culto a lo popular, y es esta doble percepción de la música la que utiliza Felipe Orlando en sus textos para dotarla de un sentido acorde a lo que cuenta y trasladar al lector de situaciones o personajes relacionados con lo popular a otras relacionadas con lo academicista y ñoño.
La sinestesia, la mezcla de sentidos en una profusión de imágenes poéticas entre las que destaca el color y el sonido, contribuyen a que el lector se deje guiar por las emociones y los sentimientos. Por ejemplo, en “Conversaciones con la médium” donde aparecen colores como, “…el aire naranja de la tarde…”, o en Margarita la mística, donde “De la parte superior del montón de cenizas rojas surgió un prolongado sonido.” Son imágenes que pretenden transmitir estados de ánimo, emociones de los personajes a través de los sentidos.
Asimismo, la presencia de los elementos de la naturaleza de modo tan tangible tiene que ver con la concepción yoruba de la vida. Resulta que cada deidad yoruba está asociada a un elemento de la naturaleza, de ahí que Felipe Orlando asocie sus personajes a elementos de la naturaleza de un modo literario, esto es, a través de metáforas, comparaciones, personificaciones, animalizaciones…
El ámbito familiar es otra fuente fundamental de la escritura de Felipe Orlando. La presencia de su madre, que ejerció en algún momento de su vida de espiritista, de su abuelo, de su tío, de profesiones relacionadas con el tabaco y con el telégrafo, cobran explicación por sí mismas en la obra, pero adquieren otra dimensión interpretativa al albur del conocimiento de las referencias familiares de donde proceden. Referencias que Felipe Orlando utiliza a su antojo y que siempre tienen una lógica propia dentro del relato.
La presencia de militares, el ejército, tienen como base las propias vivencias familiares de Felipe Orlando, quien tuvo tíos que estuvieron en el ejército de liberación que luchó por la independencia de Cuba. No se olvide, a este respecto, que el propio Felipe Orlando formó parte del Gobierno de los Cien Días en Cuba y tuvo a su cargo a militares.
La concepción cíclica del tiempo es consecuencia de la experiencia vivida. La idea de que los dictadores se suceden uno a otro de modo indefinido, no era solamente una idea, sino una vivencia. La misma relación de los ascensos inopinados de cabos o sargentos en el escalafón militar viene tomada de la realidad histórica cubana, pues, no en vano, el sargento Batista pasó por obra y gracia de la Revolución de los Sargentos en Cuba a asumir el mando del Ejército.
La explicación del más allá, de ese mundo inmarcesible que el ser humano aspira conocer, viene dada en la obra de Felipe Orlando a través de la religiosidad en forma de santería afro-cubana, y del espiritismo y la cartomancia. Son también dos elementos dialécticos que ayudan a dibujar lo popular frente a lo académico, lo auténtico y autóctono frente al engaño, respectivamente.
El tiempo se hace espacio narrativo y cobra protagonismo en el desarrollo de la obra de Felipe Orlando. Es una atemporalidad que juega caprichosamente con el lector de modo racional. Que Felipe Orlando pase de una escena narrativa en presente a otra en pasado sin aparente posible explicación racional viene dado por su deseo de transmitir emociones y sentimientos por encima de un pensamiento racional. Esto no quiere decir que la escritura de Felipe Orlando sea una irracionalidad subjetiva ininteligible.
Otro elemento, es la construcción a través de escenas pequeñas, cuya unión construye el conjunto de la obra. Es un modo de escritura que ayuda a la transmisión de sensaciones y al juego con el tiempo del relato que ya he apuntado. De este modo el texto es un proceso continuo que se va construyendo, en general, no siguiendo la tradicional sucesión lineal del tiempo, sino por medio de flashback y prolepsis cuya recolección y ordenación corre por cuenta del lector. La división de los textos en escenas es una estructura lógica y coherente con el deseo de expresar emociones y sensaciones, y posibilita los movimientos de tiempo y personajes en el relato.
Hay en la obra de Felipe Orlando un deseo de realizar variaciones de un mismo tema; perspectivismo en desarrollo que pretende agotar las posibilidades de un tema y abordarlo desde múltiples puntos de vista. Es una suerte de sinfonía en la que se parte de un tema para ir desarrollándolo a lo largo de la partitura, ir mezclándolo con otros motivos, e ir rehaciéndolo hasta convertirlo en algo diferente, sin dejar por ello su esencia estéril.
La escritura de Felipe Orlando es de un protagonista coral. Aparecen tipos de individuos, como “el capitán”, “el médico” o “la médium” pero no hay un protagonista. Otros personajes sí tienen un nombre propio que los diferencia del resto. Este nombre siempre lleva una carga histriónica y burlesca, o melancólica y cariñosa, que deja entrever lo que representa en la novela o el relato. Es aquí, verbi gratia, Inocencia, que representa la falta de maldad en Margarita la mística.
En cuanto al vocabulario, emplea expresiones propias del habla de Hispanoamérica con un vocabulario popular que atiende al refrán y la frase hecha. Con la mención de la flora y fauna antillana.

### Características de su pintura
Perteneciente al movimiento de la vanguardia artística surgido en los años treinta, su pintura es difícil de encasillar dentro de las principales direcciones en las que se mueve el joven movimiento modernista de la Isla. El artista empieza participando activamente en las exposiciones más importantes de Cuba y se relaciona especialmente con los pintores de su generación.[cita requerida]
La pintura de Felipe Orlando se caracteriza por estar en continua evolución. Comienza con cuadros que podríamos denominar figurativos. Suelen ser siempre escenas interiores, en las que cobra protagonismo la mujer, lo afrocubano o los bodegones.[cita requerida]
En 1965 llega a España. Su pintura evoluciona hacia la abstracción, en concreto la corriente informalista, pero siempre presentando algún referente figurativo. Predomina la serenidad y el lirismo en las texturas. Los títulos son sugerentes y cobra importancia el color por encima de la forma.
La diversidad cultural quizás sea la principal premisa de su ideario estético. De ahí que su obra plástica esté abierta a variadas interpretaciones y su público pueda acceder de las más diversas maneras a la lectura de sus cuadros.
Para Felipe Orlando el equilibrio de la composición pictórica fue una verdadera obsesión. Un equilibrio que llevaba parejo la interrelación de las formas y el color. Por eso destaca en sus obras la primacía del color, de gran simbología.
1. Ocres evocadores de la tierra y de lo autóctono,
2. Azules como pantallas estelares o evocaciones oceánicas,
3. Grises que viajan entre la vida y la muerte.

En muchas ocasiones un contraste de color (blanco, rojo, negro) representa brillos lumínicos o eclosiones de la materia.

## Obras

### Novelas
- 1972, Inversamente el sueño, Juan Lima Barnet (pseudónimo), México, Novaro.
- 1973, Leonorilda eleva el pensamiento a las alturas, México, Novaro.
- 1973, El perro petrificado, La Habana, Editorial Letras Cubanas.
- 1993, El perro petrificado, Las Palmas de Gran Canaria, Editora Nacional Canaria.

### Relatos
- “Injustamente se cree que los caníbales…”, Revista Imagen, n.º 91, Caracas, Venezuela, 15/28 de febrero de 1971, págs. 13-17.
- Dos gardenias para Miguela Carabela y otros relatos, Las Palmas de Gran Canaria, Inventarios Provisionales, 1973.
- “Dos gardenias para Miguela Carabela”, Dos gardenias para Miguela Carabela y otros relatos, Las Palmas de Gran Canaria, Inventarios Provisionales, 1973, págs. 21-34.
- “La pasiva felicidad de Domitilo Amianto”, Dos gardenias para Miguela Carabela y otros relatos, Las Palmas de Gran Canaria, Inventarios Provisionales, 1973, págs. 35-41.
- “Oda a Mitigación Rodríguez”, Dos gardenias para Miguela Carabela y otros relatos, Las Palmas de Gran Canaria, Inventarios Provisionales, 1973, págs. 43-50.
- “Las dulces mariposas de la inspiración”, Dos gardenias para Miguela Carabela y otros relatos, Las Palmas de Gran Canaria, Inventarios Provisionales, 1973, págs. 51-63.
- “El ombligo de la isla”, Dos gardenias para Miguela Carabela y otros relatos, Las Palmas de Gran Canaria, Inventarios Provisionales, 1973, págs. 65-71.
- “Two Gardenias for Miguela Carabela”, Texas quarterly, n.º 4, volumen XXI, invierno 1978, págs. 169-172, traducción de Mary G. Berg.
- “Ode to Mitigación Rodríguez”, Texas quarterly, n.º 4, volumen XXI, invierno 1978, págs. 172-175, traducción de Mary G. Berg.
- “Para que lo sepas, Ulalia”, Textos, n.º 1, Jalisco, México, año 1, Revista del Departamento de Bellas Artes Jalisco, enero/febrero 1974, págs. 4-5.
- El dulce nombre de la tarde, Jalisco, México, Ediciones del Departamento de Bellas Artes, 1975.
- “El dulce nombre de la tarde”, El dulce nombre de la tarde, Jalisco, México, Ediciones del Departamento de Bellas Artes, 1975, págs. 9-15.
- “Por las palabras que has dado”, El dulce nombre de la tarde, Jalisco, México, Ediciones del Departamento de Bellas Artes, 1975, págs. 17-22.
- “No más una pequeña noche”, El dulce nombre de la tarde, Jalisco, México, Ediciones del Departamento de Bellas Artes, 1975, págs. 23-25.
- “Donde me trille el ganado”, El dulce nombre de la tarde, Jalisco, México, Ediciones del Departamento de Bellas Artes, 1975, págs. 27-32.
- “De nuestra madre Eva”, El dulce nombre de la tarde, Jalisco, México, Ediciones del Departamento de Bellas Artes, 1975, págs. 33-38.
- “Cuando la mano sale de la bolsa”, El dulce nombre de la tarde, Jalisco, México, Ediciones del Departamento de Bellas Artes, 1975, págs. 39-45.
- “Y un papel sobredorado”, El dulce nombre de la tarde, Jalisco, México, Ediciones del Departamento de Bellas Artes, 1975, págs. 47-54.
- “Ese extraño animal humano”, El dulce nombre de la tarde, Jalisco, México, Ediciones del Departamento de Bellas Artes, 1975, págs. 55-69.
- “Para que lo sepas, Ulalia”, El dulce nombre de la tarde, Jalisco, México, Ediciones del Departamento de Bellas Artes, 1975, págs. 71-76.
- “Las únicas maneras buenas que tienen los desvalidos”, El dulce nombre de la tarde, Jalisco, México, Ediciones del Departamento de Bellas Artes, 1975, págs. 77-82.
- Felipe Orlando García Murciano, Two Stories, Texas, University of Texas Press, 1978.
- “Para hacer venir las hormigas”, en Rafael Franquelo, Claudio Rizzo y José Luis Gallardo (ed.), Concierto de papel, Las Palmas, 1979.
- “Árbol de sombras vecinas”, Revista mexicana de cultura, n.º 23, México, época IX, tomo I, domingo 31 de julio de 1983, págs. 1-13. Suplemento dominical del periódico El Nacional.
- “Bifurcación del taladrador”, Málaga, Las Cuatro Estaciones, 1989. Publicación con depósito legal 1279/89, sin ISBN, coordinada por Jorge Lindell y Salvador López Becerra.
- Ese extraño animal humano, Málaga, Antonio Ligero y Francisco Parra Editores, 1994. Colección “La Torre de Comares”.
- Conversaciones con la médium, Málaga, Centro Cultural de la Generación del 27, 2000. Con fotos de José Ponce.

### Obra no publicada
- Hombre con sombrero, Archivo Privado de Marina Lara.
- Margarita la mística, Archivo Privado de Marina Lara.
- “El abuelo Ildefonso”, Archivo Privado de Marina Lara.
- “Consecuencias e inconsecuencias”, Archivo Privado de Marina Lara.
- “Poetisa entre galanes y circunstancias”, Archivo Privado de Marina Lara.
- “En el hospital”, Archivo Privado de Marina Lara.
- “De músicos”, Archivo Privado de Marina Lara.
- “Las hermanas Usnabe”, Archivo Privado de Marina Lara.
- “Sobre el perro mágico”, Archivo Privado de Marina Lara.

### Pintura
Toda la documentación sobre obra pictórica de Felipe Orlando ha sido obtenida del Archivo Privado de Marina Lara, viuda del artista. También hay obra pictórica entre familiares y amigos de diversos países hispanoamericanos, así como en el MNBA. En la actualidad hay un exposición permanente de obras de Felipe Orlando en el Museo Arqueológico Felipe Orlando de Benalmádena.

#### Catálogos exposiciones
- José Gómez Sicre, Felipe Orlando y Cundo Bermúdez; óleos y gouaches, La Habana, 29/X a 8/XI/1943, catálogo exposición Lyceum.
- José Gómez Sicre, Orlando, óleos, gouaches, monograbados, México DF., marzo 20/VII/1951.
- Felipe Orlando, Galería Claradecor, México DF., 1951, catálogo exposición Galería Claradecor.
- 7 Cuban painters, Washington, Pan American Union, 1952, catálogo exposición Pan American Union.
- Felipe Orlando, catálogo exposición galería de Arte Mexicano, México, del 17/XI a 5/XII/1953.
- Felipe Orlando, John Heller Gallery, New York, 1955, catálogo exposición en John Heller Gallery.
- Felipe Orlando, galería Excélsior, México DF., 1956, catálogo exposición en galería Excélsior.
- Felipe Orlando, Roland de Aenlle Gallerie, New York, 1957, catálogo exposición Roland de Aenlle Gallerie.
- Felipe Orlando, Grabados, editorial Dardo, España, 1957.
- Felipe Orlando, galería de Arte Contemporáneo, Caracas, 1958, catálogo exposición galería de Arte Contemporáneo.
- Felipe Orlando, galería Bonino, Buenos Aires, 1959, catálogo exposición en galería Bonino.
- IV Salón Nacional del Grabado. Museo Nacional de Arte Moderno, México, INBA, 1959, catálogo exposición en Museo Nacional de Arte Moderno.
- Felipe Orlando, Grabados, Editorial Dardo, España, 1960.
- Felipe Orlando, Roland de Aenlle Gallerie, New York, 1960, catálogo exposición Roland de Aenlle Gallerie.
- Contemporary Latin American art, Columbus (Georgia), The Columbus Museum of Arts and Crafts, 14/IV a 1/V/1962, Catálogo de la exposición en The Columbus Museum of Arts and Crafts.
- Felipe Orlando, galería Kreisler, Madrid, 1968, catálogo exposición galería Kreisler.
- Felipe Orlando, galería Misrachi, México, 1970, invitación Exposición galería Misrachi.
- Orlando, B. Lewin Galleries, EE.UU., 1972, catálogo exposición en B. Lewin Galleries.
- José Luis Cuevas y Felipe Orlando, Madrid, Quintana, 1973, Catálogo galería Aele.
- Orlando, Pinturas del ciclo de los poetas, los sastres y los fantasmas, Departamento de Bellas Artes, Gobierno del Estado de Jalisco, del 10/IV a 3/V/1975. galería del Departamento de Bellas Artes, Jalisco, (Guadalajara, México), introducción de Luiso Torres.
- Museum of Modern Art of Latin America, 1978, introducción de José Gómez-Sicre.
- The figure in Latin American art, The Bass Museum of Art, Miami, 22/I a 1/III/1981, catálogo exposición en The Bass Museum of Art, introducción de Diane W. Camber.
- Felipe Orlando, galería Harras, Málaga, 1982, catálogo exposición galería Harras.
- Felipe Orlando, Estela Shapiro, México DF., 1984, catálogo exposición galería Estela Shapiro.
- Gregorio Ferrer (Dir.), Felipe Orlando, Madrid, Ediciones Detursa, 1991, catálogo exposición galería Detursa.
- Felipe Orlando. Óleos, galería Detursa, Madrid, X-1991 Exposición galería Detursa.
- Felipe Orlando. Pinturas, galería Alfredo Viñas, Málaga, 1993, catálogo exposición galería Alfredo Viñas.
- Felipe Orlando, Málaga, Edita Harpe, 1996, catálogo exposición galería Harpe (Marbella).
- María Guzmán, Felipe Orlando, Granada, Secretariado de Patrimonio y Extensión Cultural de la Universidad de Granada, 1999, catálogo exposición en Palacio de La Madraza.
- El universo mágico de Felipe Orlando, Málaga, Ayuntamiento de Benalmadena, III-2005. Catálogo de la exposición en el Centro de Exposiciones de Benalmádena, introducción de Rafael Franquelo.